# Ыр
Ыр, также йыр, жыр или жир (тат. җыр, каз. жыр, кирг. ыр, монг. ыр — «песня»), — общее наименование мужских песен декламационного склада у ряда тюркских народов.
У кумыков в Дагестане кумыкский ыр (йыр) исполняется в виде импровизации народными сказителями (обязательно мужчинами), которых называют «ырчи» (йырчи).
У хакасов ыр — это длинные одноголосые песни, которые имеют относительно канонический текст. В основном, это игровые (диалоги) и свадебно-обрядовые песни, а также эпические произведения: героические (алыптыр нымах) и героико-исторические (кипчоох).
У якутов ырыа — это любая эстрадная и народная песня, тогда как тойук (глагол — туой) — длинная одноголосая песня эпического жанра.
У казахов жыр — стихотворный размер, часто употребляющийся в эпическом и лиро-эпическом жанрах. Как правило, жыр характеризуется 7- или 8-сложными парными строками, хотя в более древних примерах количество слогов в строчке может достигать 15.